# Clermont-sur-Lauquet
Clermont-sur-Lauquet är en kommun i departementet Aude i regionen Occitanien  i södra Frankrike. Kommunen ligger  i kantonen Saint-Hilaire som ligger i arrondissementet Limoux. År 2022 hade Clermont-sur-Lauquet 30 invånare.

## Befolkningsutveckling
Antalet invånare i kommunen Clermont-sur-Lauquet
Referens: INSEE